# Graceland
Graceland es una casa situada en Memphis (Tennessee). Es la mansión donde Elvis Presley vivió desde la edad de veintidós años, hasta su muerte el 16 de agosto de 1977.
Luego de esto, ya a comienzos de los años 80, la mansión se había convertido en un problema financiero para los albaceas que se enfrentaban con una alta carga impositiva en la herencia. Los banqueros y contables deseaban vender la casa, pero Priscilla Presley pensó que abrir Graceland al turismo, podía ser una solución a los problemas financieros y al mismo tiempo mantener vivo el legado de Elvis Presley.
Previamente a tomar una decisión, Priscilla se aseguró una inversión de quinientos mil dólares y buscó inspiración en atracciones turísticas como el castillo Hearst y Disneyland.
Graceland finalmente abrió sus puertas a los turistas el 7 de junio de 1982 y el día de la inauguración recibió a 3024 visitantes.
Está situada en Memphis, Tennessee, Estados Unidos. Con unas 650 000 visitas anuales, se ha convertido en uno de los mayores reclamos turísticos de la ciudad, siendo la segunda casa más visitada del país (tras la Casa Blanca), además de un museo de su vida y un templo para sus fanes.
Elvis compró la casa en marzo de 1957 como regalo a sus padres, convirtiéndola en su residencia habitual. La mansión pertenecía al Dr. Thomas y Ruth Moore.
En 2015, luego de cuatro semanas de votación, Graceland fue nominada en el puesto número 1 como «la mejor atracción musical mundial» por los lectores de USA Today's 10Best readers. Graceland fue elegida en el tope de la lista entre veinte monumentos conmemorativos, museos, estudios históricos y tiendas épicas. Entre los lugares nominados se encontraban el Rock and Roll Hall of Fame de Cleveland, el estudio Abbey Road y el teatro Apollo de Nueva York.

## Historia
La mansión fue primero parte de una granja de 500 acres propiedad de la familia del empresario S.E. Toof. Los terrenos pertenecieron a la familia durante generaciones. Toof la denominó Graceland por su hija Grace, que la heredó en 1894. A su muerte, la adquirió su sobrina Ruth Moore y su esposo el Dr. Thomas, que en 1939 levantaron en su lugar la actual mansión en estilo renacentista colonial. Elvis compró la casa en marzo de 1957 como regalo a sus padres, convirtiéndola en su residencia habitual.

## Tumba de Elvis
Tras su muerte en agosto de 1977, Elvis Presley fue enterrado en el cementerio de Forest Hill, al lado de su madre. Debido a un intento fallido de robar su cuerpo, los restos de Elvis y de su madre fueron trasladados al Jardín de Meditación de Graceland el 2 de octubre, y sepultados ahí. Posteriormente serían también sepultados su padre, Vernon (fallecido en 1979) y su abuela materna Minnie Presley (fallecida en 1980). Una pequeña piedra conmemora al hermano gemelo de Elvis, Jesse Garon, quien murió al nacer.
El 1 de octubre de 2020, el hijo de Lisa Marie Presley y nieto de Elvis, Benjamin Keough fue sepultado en este mismo lugar meses después de su suicidio el 12 de julio de ese año. Y el 12 de enero del 2023 tras el fallecimiento de Lisa Marie, se enterrará su cuerpo a lado de su hijo Benjamin Keough y su padre Elvis.
Sus tumbas son muy visitadas por los fanáticos que dejan flores y recuerdos.

## Áreas

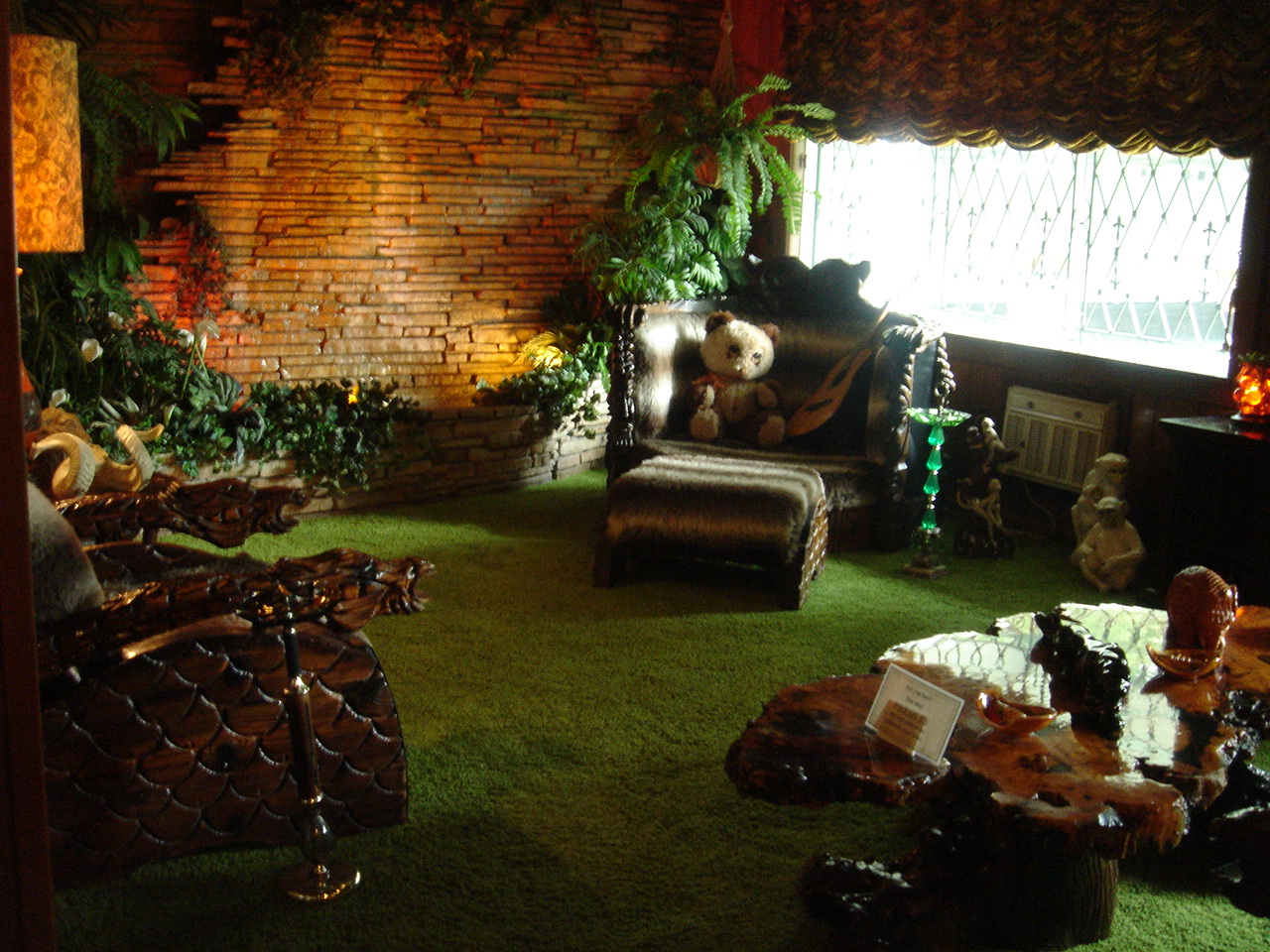
La "habitación jungla" (Jungle Room)

Algunas de las áreas características de Graceland que el turista puede visitar son "la sala de música", "el comedor", "la habitación jungla" (Jungle Room) inspirada en uno de los lugares favoritos de Elvis, Hawái; el "cuarto de los televisores", "el salón de los trofeos" donde se encuentra la colección de discos de oro, platino y multiplatino junto a otros premios y también instrumentos musicales y trajes, 1 (enlace roto disponible en Internet Archive; véase el historial, la primera versión y la última). y el "jardín de la meditación" meditation garden) entre otros.
Frente a la mansión se encuentran una serie de museos, tiendas de recuerdos y restaurantes, entre ellos el "museo de aviones" con los jets privados de Elvis Lisa Mary y Hound Dog II y el museo de automóviles.

## Celebridades que han visitado Graceland
Un gran número de celebridades de todo el mundo han visitado Graceland, entre ellos Phil Collins, Bob Dylan, Roy Disney, Matt Dillon, Tom Hanks, Renzo Demitriades, Chris O'Donell y Paul McCartney entre muchos otros. En el caso de McCartney, que visitó la mansión en 2013 dejando una púa de guitarra junto a la tumba del Rey, diciendo que "de esta manera Elvis puede tocar en el Cielo". Luego de su visita, McCartney comentó "yo pensaba que The Beatles tenían discos de oro, hasta que tomé un tour privado de Graceland. El salón del oro lo dice todo. Elvis tiene la mayor cantidad de discos de oro, platino y multiplatino por sus ventas que todos nosotros. Un hombre increíble, simplemente increíble". 

## Intento de embargo
En 2024 se dio a conocer la noticia acerca de un posible embargo de la mansión debido a que esta habría sido puesta como garantía de un préstamo impago que se suponía había sacado Lisa Marie Presley, aunque en verdad se supo más tarde que todo se trató de un intento de plan descarado por parte de una mujer de 53 años de Miami llamada Lisa Jeanine Findley quien fuera aprendida por la justicia federal por fraude postal y usurpación de identidad.
La División Penal del Departamento de Justicia de Estados Unidos explico que Findley, alegaba que Lisa Marie había obtenido un préstamo de US$ 3.8 millones de una empresa llamada Naussany Investments, colocando a Graceland como garantía y que luego ella no habría pagado dicho préstamo, pero lo que en verdad había sucedido era que Findley  "orquestó un plan para llevar a cabo una venta fraudulenta de Graceland afirmando falsamente que la hija de Elvis Presley  había comprometido el monumento histórico como garantía de un préstamo que no le pagó, antes de su muerte". Como parte de ese plan, Finely creó documentos falsos y trató de extorsionar a los Presley para llegar a un acuerdo. 